# My Generation (专辑)
（参考译名《我这一代》）是英格兰摇滚乐队谁人乐队的首张专辑，于1965年12月由布朗斯维克唱片在英国发行。在美国，本专辑由迪卡唱片公司更名为于1966年4月发行，专辑封面和曲目都有所不同。

## 反响和影响
| 回顾性评分       | 回顾性评分 |
| 評論得分         | 評論得分   |
| 來源             | 評分       |
| ---------------- | ---------- |
| AllMusic         | [ 2 ]      |
| PopMatters       | 9/10       |
| 《滚石专辑指南》 | [ 4 ]      |

1967年，乐评人罗伯特·克里斯特高在《时尚先生》杂志的专栏中把称作“史上最硬的摇滚”。1981年，他把该专辑的美国版收入自己的“基础唱片资料馆”（"basic record library"）。里奇·安特伯格在上的回顾性乐评里称赞该专辑为“最硬的摩德流行乐”（"the hardest mod pop"），写道：“在它发行的年代，它拥有在摇滚唱片上前所未有的强力吉他和击鼓。”
2003年，在《滚石》杂志的“史上最伟大的500张专辑”榜单上排名第236位。它也被杂志列为“史上最伟大的吉他专辑”第2位。2004年，它在杂志的“最伟大的50张英国专辑”榜单上排名第18位。2006年，《新音乐快递》杂志将其列为“最伟大的100张英国专辑”第9位。2004年，专辑同名曲在《滚石》杂志的“史上最伟大的500首歌曲”榜单上排名第11位。2006年，专辑中的歌曲在网站评选的“1960年代最伟大的200首歌曲”名单中排名第34位。2009年6月，该专辑的美国版因其在“文化、历史和审美方面的显著成就”，被美国国会图书馆列入国家录音登记部的保存名单。

## 榜单成绩
专辑
| 年份 | 榜单                         | 排名 |
| ---- | ---------------------------- | ---- |
| 1965 | 英国《新音乐快递》专辑榜（UK NME Chart Albums） | 5    |

单曲
| 年份 | 单曲                      | 榜单                      | 排名 |
| ---- | ------------------------- | ------------------------- | ---- |
| 1965 |                           | 《告示牌》流行单曲榜 （Billboard Pop Singles） | 74   |
| 1965 | 英国唱片零售商单曲榜 （UK Record Retailer Singles Charts） | 2                         |      |
| 1966 |                           | 英国唱片零售商单曲榜      | 32   |
| 1966 |                           | 英国唱片零售商单曲榜      | 41   |